# Hippotion placata
Hippotion placata är en fjärilsart som beskrevs av Emilio Berio 1948. Hippotion placata ingår i släktet Hippotion och familjen svärmare. Inga underarter finns listade i Catalogue of Life.